# Reconeixement d'empremta dactilar
El reconeixement d'empremta dactilar és un mètode d'identificació biomètrica per excel·lència, ja que és fàcil d'adquirir i fàcil d'utilitzar. L'ús d'empremta dactilar pel reconeixement d'un individu va tenir orígens al segle xix gràcies a les investigacions de Sir William Herschel. L'empremta dactilar és una característica única de cada ésser humà. L'empremta dactilar no es veu afectada pel desenvolupament del cos, i en cas de produir-se una ferida involuntària, l'epidermis és capaç de regenerar-se, en aproximadament 15 dies, prenent la seva forma original. Existeix una ciència encarregada de l'estudi de l'empremta dactilar anomenada Dactiloscòpia, gràcies a aquesta s'han pogut desenvolupar les tecnologies que permeten captar i processar l'empremta dactilar existents actualment.

## Història
Des de finals del segle xix s'han utilitzat les empremtes dactilars per al reconeixement de persones, s'ha pogut fer gràcies als punts o característiques que Sir Francis Galton va definir, mitjançant les quals es pot identificar una empremta dactilar. Els punts Galton, anomenats minúcies, són la base per la ciència d'identificació d'empremta dactilar la qual va sofrir una gran transició al segle passat.
El reconeixement d'empremta dactilar digital va començar a finals dels anys 60, amb l'aparició dels ordinadors i la seva tecnologia es va deixar enrere tot el procés manual i totes les hores que eren necessàries per realitzar el reconeixement d'una empremta dactilar. En 1969 l'FBI va contractar a l'Institut Nacional d'Estàndards i Tecnologia (NIST), per l'estudi del procés d'automatització, classificació, cerca i concordança de les empremtes dactilars. El NIST va identificar dos punts claus:
- Escanejar les targetes amb empremtes dactilars i extreure les minúcies de cada empremta.
- Cercar, comparar i combinar les llistes de minúcies contra grans dipòsits d'empremtes dactilars.

El 1975, l'FBI va fundar el desenvolupament d'escàners d'empremta dactilar per classificadors automatitzats i tecnologia d'extracció de minúcies, aquest desenvolupament va portar a la creació d'un lector prototip. Aquest primer lector utilitzava tècniques capacitives per recollir les minúcies. En aquell moment només es guardaven dades biogràfiques dels individus, la classificació de les dades de les empremtes dactilars i les minúcies, perquè guarda les imatges digitals de les empremtes dactilars era prohibitiu.
Durant les següents dècades, el NIST es va centrar a desenvolupar mètodes automàtics per digitalitzar les empremtes dactilars en tinta i en els efectes de compressió i qualitat de la imatge, en la classificació, l'extracció de minúcies i la concordança, arribant al desenvolupament de l'algorisme M40, un dels primers algorismes operacional que va implementar l'FBI per fer més ràpida la cerca de persones.
La tecnologia d'empremtes dactilars va anar millorant i en l'any 1981, cinc sistemes automatitzats de reconeixement d'empremta dactilar van sortir. Diversos sistemes estatals als Estats Units i altres països havien desenvolupat i implementat els seus sistemes autònoms, desenvolupats per un nombre diferent de proveïdors. Durant aquesta evolució no es va tenir en compte la comunicació i l'intercanvi de dades entre sistemes, per tant una empremta dactilar presa amb un sistema no podia ser cercada en un altre tipus de sistema, això va portar a la necessitat i el desenvolupament dels estàndards per empremta dactilar.
La necessitat d'un sistema d'identificació integrat en la comunitat de la justícia criminal dels Estats Units es va tornar ràpidament evident, la següent fase en l'automatització de les empremtes dactilars va ocórrer en finalitzar la competència dels sistemes automatitzats del reconeixement d'empremta dactilar (Automated Fingerprint Identification System) IAFIS. La competència va trobar tres reptes principals:
- Adquisició d'empremtes dactilars digitals.
- Extracció de característiques de les crestes locals.
- Concordança de patrons de característiques de crestes.

Els sistemes model demostrats van ser avaluats basant-se en uns requeriments específics de rendiment, l'encarregat de construir el segment AFIS del projecte IAFIS de l'FBI va esser la multinacional Lockheed Martin, i el 1999 els components principals del IAFIS van començar a estar operacionals. durant aquests anys van aparèixer els productes comercials de reconeixement d'empremta dactilar per controls d'accés, sistemes de login, i per benefici de funcions de verificació, arribant a implantar-se reconeixedors d'empremtes dactilars a ordinadors portàtils i a dispositius mòbils.
És sabut que Aristòtil i altres savis de nom no conegut es van preocupar d'aquest aspecte singular de la mà de l'humà. Existeixen proves de fa 1200 anys, en què un règim carcerari de la Xina i Japó exigia com a requisit previ a la internació en la presó l'estampat de l'empremta dactilar del polze en un registre.

## Sistemes dactiloscòpics
Els sistemes dactiloscòpics són eines que s'utilitzen per identificar a les persones mitjançant l'empremta digital. Parteix de la dactiloscòpia, la ciència que estudia les empremtes digitals, aquesta ciència es basa en tres principis fonamentals:
- Perennitat: Gràcies al fisiòleg txec Joan Evangelista Purkinje, sabem que les empremtes dactilars es manifesten a partir del sisè mes del desenvolupament de l'embrió, i que estan presents al llarg de tota la vida de les persones, fins a la seva descomposició.
- Immutabilitat: Les característiques de les empremtes dactilars no es veuen afectades pel desenvolupament físic de les persones ni per cap mena de malaltia, en cas de produir-se una ferida involuntària, el teixit epidèrmic és capaç de regenerar-se a la seva forma original en aproximadament 15 dies.
- Diversitat infinita: Les empremtes dactilars són úniques i irrepetibles, cada persona posseeix empremtes dactilars amb característiques individuals. Les empremtes dactilars no es desenvolupen com un procés genètic, sinó que és un procés aleatori, per aquest motiu les empremtes dactilars entre bessons idèntics i parents de la mateixa família no tenen cap mena de correlació.

## Característiques de les empremtes dactilars
És molt fàcil veure que a la pell dels dits existeixen certs tipus de rugositats, la pell no és uniforme, aquestes rugositats s'han classificat per poder reconèixer les empremtes dactilars.
- Papil·les: Són les petites protuberàncies que neixen a la dermis i sobresurten completament a l'epidermis, les seves formes són molt variades, poden ser còniques, hemisfèriques, piramidals o amb forma de berruga. El nombre de papil·les agrupades en cada mil·límetre quadrat és de 36 i la seva mida és de 55 a 255 mil·lèsim de mil·límetre d'alçada.
- Crestes: Les crestes són els contorns que sobresurten de la pell formats per una successió de papil·les, aquests contorns segueixen les sinuositats dels solcs en totes les direccions i formen una infinitat de figures a les puntes dels dits, són més amples a la seva base que en la seva cúspide, donen la sensació de muntanya i són coneguts com a crestes papil·lars.
- Solcs: S'anomena solc a l'espai enfonsat que existeix entre papil·la i papil·la, són coneguts com a solcs interpapil·lars perquè quan s'entinten els dits, la tinta no cobreix per complet l'empremta del dit, per això en fer la impressió de l'empremta en una superfície plana apareixen espais en blanc.
- Porus: Els porus són petits orificis que estan situats a la cúspide de les crestes papil·lars o prop del seu vèrtex, tenen la funció de segregar la suor, aquests porus tenen diferents formes que poden ser circulars, ovoïdals, triangulars entre d'altres.

|  |

## Classificació dels dactilogrames
S'anomena dactilograma als dibuixos o figures formades per les crestes papil·lars, la paraula deriva dels vocables grecs daktylos (dits) i grammas (escrit). Existeixen tres tipus de dactilogrames segons les seves característiques:
- Dactilograma natural: És el que apareix al dit, format per les crestes capil·lars de manera natural.
- Dactilograma artificial: És el resultat d'entintar l'empremta dactilar i imprimir-la en una zona adequada.
- Dactilograma latent: És el resultat de deixar una empremta dactilar en una superfície, aquesta queda marcada amb una empremta invisible i per la seva recuperació calen reactius adequats.

Un dactilograma es pot dividir en tres parts, coneguts com a sistemes dactilars. Existeixen tres tipus de sistemes dactilars; El sistema Basilar, el sistema Marginal i el sistema Nuclear. Tots els dactilogrames coinsideixen en el fet que les crestes papil·lars no descriuen formes aleatòries, sinó que s'agrupen fins a arribar a construir sistemes definits per la seva uniformitat d'orientació i figura. Es poden distingir quatre grups o classes de diferents configuracions dèrmiques segons l'anomenada classificació de Henry, però abans s'ha d'estudiar dues singularitats presents en algunes empremtes dactilars, el Nucli (Core) i la Delta.
- Nucli: És el centre aproximat del dactilograma, en aquest punt se centren també totes les corbes, els arcs i altres formes creades per les crestes papil·lars.
- Delta: És un punt de separació entre la part de l'empremta dactilar que segueix un patró i la part que deixa de seguir-ho.

### Classificació de Henry
Existeixen quatre classes d'empremta dactilar classificats segons les seves configuracions:
- Arc: Aquest dactilograma és un dels tipus fonamentals, no té punts delta i tampoc té nucli, es caracteritza pel fet que en el començament les crestes són pràcticament rectes i progressivament es van arquejant per donar una forma aproximada de mig cercle.
- Bucle esquerre: Es caracteritza pel fet que les crestes que formen el seu nucli neixen des del costat esquerre del dibuix i fan el recorregut cap a la dreta, per després donar la volta sobre si mateixes per retornar al punt de partida. Aquesta classe té un punt delta a la part dreta del dibuix.
- Bucle dreta: Es caracteritza per tindre crestes que neixen des del costat dreta del dibuix creant un nucli, donant la volta per si mateixes i terminar al costat inicial, té un punt delta a la part esquerra del dibuix.
- Espira: S'anomena espira perquè la forma de les crestes papil·lars semblen espires, en molts casos semblants a flors. La seva característica més important és que té dos punts delta, un al costat dret i altre a l'esquerre, el seu nucli pot adoptar formes circulars, el·líptiques i espirals. Es poden trobar casos poc freqüents on apareixen tres punts deltes, aquests són coneguts com a tridèltic.

|  |  |  |  |

## Procés de reconeixement d'empremta dactilar
Per al reconeixement d'empremta dactilar es parteix del Sistema d'Identificació Automatitzada d'Empremtes Dactilars (AFIS), té un índex de seguretat molt elevat, ja que verifica la identitat d'una persona segons les característiques de les empremtes dactilars.
AFIS crea un model assistit per ordinador de l'empremta dactilar, que pot esser contrastat enfront d'altres presentades sigui en persona o amb una fracció d'empremta obtinguda, i, mitjançant algorismes i tècniques associar l'empremta amb dades emmagatzemades en bases de dades.
Podem distingir quatre etapes per al processament:
- Sensors d'empremta dactilar: Existeixen diversos models, permeten la detecció de l'empremta, sigui per registrar-la o per validar-la.
- Terminals, equip de còmput estàndard: Són els encarregats d'enviar la informació preprocessada al servidor.
- Servidor: És l'encarregat de la validació de l'empremta i del manegament dels dispositius òptics que permeten emmagatzemar i recuperar la informació sol·licitada pel servidor.
- Software d'aplicació: És un software basat en algorismes per la codificació i la comparació. Existeixen dos tipus de software, el tipus basat en minúcies i el basat en patrons, el tipus basat en patrons compara dues imatges per veure com són de semblants, per altra banda, la més utilitzada és la basada en minúcies, es tracta de comparar la posició i la direcció de cadascun dels punts característics de les empremtes dactilars.

### Adquisició d'empremta dactilar
Existeixen dos mètodes per l'adquisició d'empremtes dactilars, mètode on-line i mètode off-line. El mètode off-line obté una empremta digitalitzada amb una resolució espacial de 500 dpi (punts per polsada) i amb 256 nivells de profunditat de gris, aquestes característiques van ser recomanades per l'FBI. Aquesta metodologia requereix un cost important de temps, per això sol utilitzar-se en aplicacions criminalístiques. Per altra banda el mètode on-line es realitza en temps real mitjançant l'escanejat directe de l'empremta mitjançant un escanejat inkless. Aquesta metodologia és l'empleada en aplicacions civils.
Una vegada s'ha capturat l'empremta se'n farà una valoració qualitativa, on es podran aconseguir tres resultats: empremta apta per ser processada, empremta recuperable mitjançant tècniques de processament digital de la imatge o empremta inutilitzable a causa de la baixa qualitat d'adquisició.

### Processament de l'empremta dactilar
Per processar una empremta dactilar mitjançant un procés automatitzat d'identificació d'impressions dactilars es fa en quatre passos:
- Millora de la imatge, aquest procés consisteix a eliminar les zones confuses de la imatge original (soroll), deixant només zones amb informació de màxima fiabilitat.
- Binarització, l'objectiu d'aquest punt és convertir la imatge a només dues escales de gris, negre i blanc, reconstruint possibles talls i millorant globalment la qualitat de la imatge.
- Aprimament, amb aquest procés totes les crestes de les línies dactilars tenen el mateix gruix, 1 píxel, facilitant la detecció dels punts característics de l'empremta dactilar.
- Extracció dels punts característics, amb la imatge aprimada el sistema és capaç de detectar i extreure la posició exacta dels punts característics.

### Finalització del procés
Amb l'extracció dels punts característics es finalitza el processament de l'empremta dactilar, amb aquestes dades es realitzen dos passos més:
- Construcció d'un índex o vector: Aquest és el procés final que mitjançant algorismes matemàtics completa la creació d'un índex matemàtic, el qual constitueix l'essència de l'empremta dactilar analitzada, segons les característiques considerades, emmagatzemant-lo en forma de fitxer, aquest fitxer ocupa 300 Bytes aproximadament.
- Identificació i verificació: Una vegada s'obté l'índex o vector de moltes mostres, el sistema és capaç de realitzar cerques 1:1 per tal de verificar la identitat d'una persona, o fer cerques 1:N per tal d'identificar a una persona.

En aquest punt s'ha finalitzat el reconeixement d'empremta dactilar. La quantitat mínima de punts 	característics necessaris per fer comparacions eficaces entre imatges dactilars des de 15. L'extracció dels punts característics d'una empremta dactilar és una àrea en què la investigació és contínua.

## Tècniques d'extracció dels punts característics
Per l'extracció dels punts característics d'una empremta dactilar, una vegada s'ha fet l'adquisició, i aquesta és bona, existeixen tres tècniques:
- Extracció dels punts característics des de la imatge de l'empremta. En aquesta tècnica s'opta per fer un processament de l'empremta abans de detectar les característiques d'aquesta. Una vegada s'ha fet, es busquen els patrons a identificar sobre l'empremta preprocessada, en aquesta imatge l'amplada de les crestes és d'un píxel. El preprocessament de l'empremta fa que el sistema d'extracció pugui treballar amb empremtes de diferents qualitats. Aquesta és la tècnica més clàssica i típica dins de l'extracció de punts característics de l'empremta dactilar.
- Extracció dels punts característics mitjançant un banc de filtres de Gabor. Aquesta és una tècnica molt nova que utilitza els filtres de Gabor per l'extracció dels punts característics. És una tècnica que permet capturar la informació útil en les bandes de la imatge i descompondre-la en components ortogonals en termes de freqüències espacials. És una tècnica que presenta bones característiques de precisió, però quant a velocitat d'extracció presenta resultats no molt bons, sempre pitjors resultats que les tècniques clàssiques d'extracció.
- Extracció dels punts característics sobre la mateixa imatge de l'empremta en escala de grisos. Aquesta tècnica es caracteritza per realitzar l'extracció directament sobre l'empremta i no sobre la imatge aprimada o millorada de l'empremta. Aquest fet presenta molts inconvenients i fa que l'extracció sigui més lenta, inexacta i depenent de la qualitat de l'empremta. Treballar sobre l'empremta directament en escala de grisos es detectarà un gran nombre de punts característics falsos i per altra banda hi haurà molts punts vertaders que no es detectin. A causa d'aquests inconvenients la tècnica no és molt utilitzada.

## Sensors d'empremta dactilar
Un sensor d'empremta dactilar (També conegut com a Sensor biomètric o Lector biomètric) és un dispositiu electrònic que adquireix una imatge digital d'una empremta dactilar, aquesta captura de l'empremta dactilar s'emmagatzema per fer una extracció de característiques que seran utilitzades pel seu reconeixement, sigui una cerca 1:1 o bé una cerca 1:N.

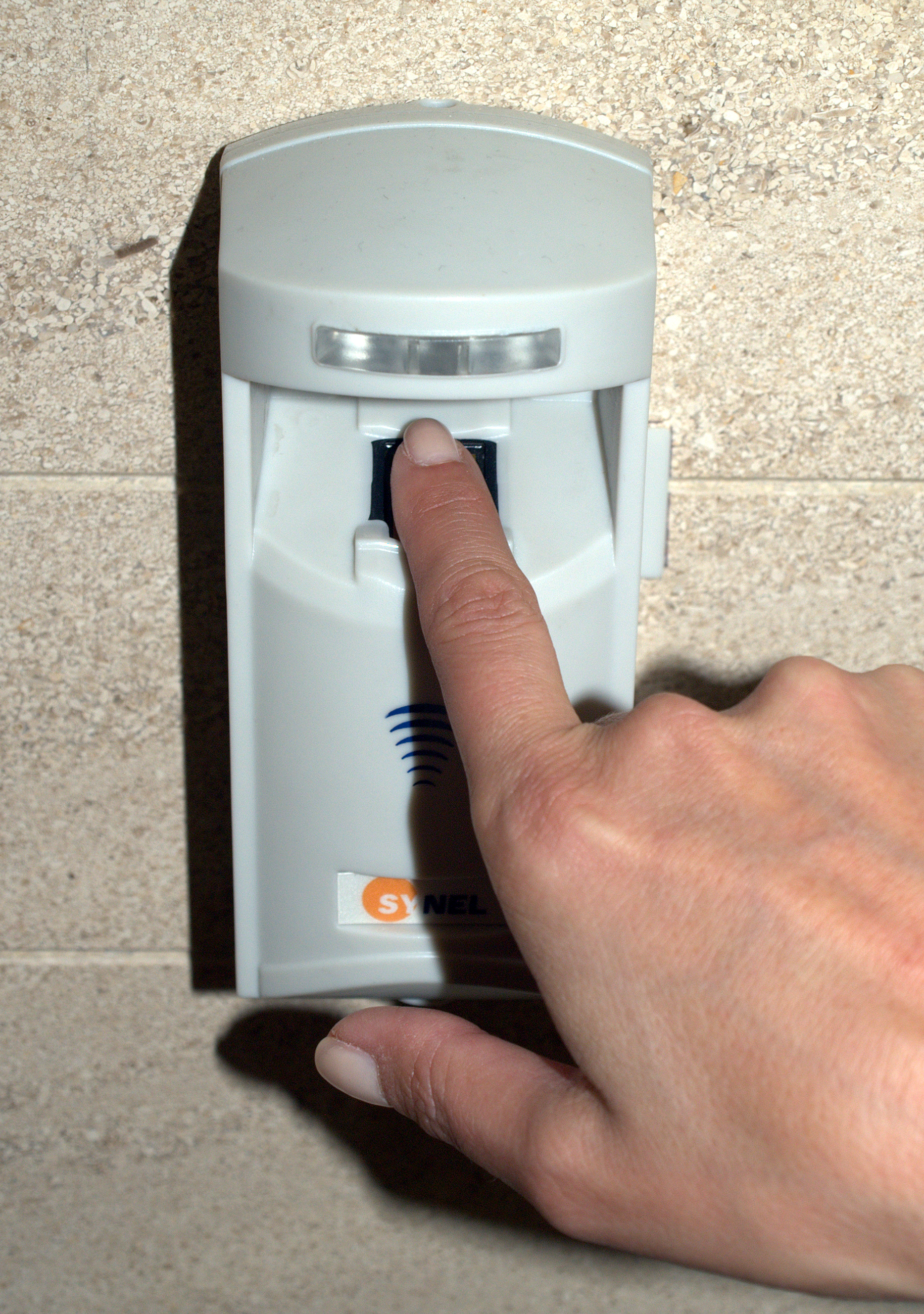
Sensor d'empremta dactilar

### Sensor òptic
El sensor òptic es tracta d'un dispositiu que captura una imatge digital de l'empremta dactilar mitjançant llum visible. Aquest tipus de sensor funciona com una càmera digital especialitzada. La primera capa del sensor, on es posa el dit, és conegut com la superfície tàctil. Sota aquesta capa hi ha un fòsfor emissor de llum que il·lumina la superfície del dit. La llum reflectida pel dit passa per la capa de fòsfor i arriba a un dispositiu electrònic anomenat sensor CCD (sigles en anglès charged-coupled device), capaç de capturar una imatge digital de l'empremta dactilar. Un desavantatge d'aquest dispositiu és el fet que la capacitat de captura del sensor depèn de la qualitat de la mostra, és a dir, si hi ha partícules a la superfície del sensor, o la pell del dit està bruta o amb marques, no es podrà tindre una bona imatge de l'empremta dactilar, d'altra banda, aquest sensor pot esser enganyat si una persona canvia la seva empremta fent ferides que afectarien la qualitat de la imatge de l'empremta presa. Aquest dispositiu no és susceptible a danys per descàrregues electroestàtiques.

### Sensor ultrasònic
Els sensors ultrasònics es basen en els principis de l'ecografia per crear imatges visuals de les empremtes dactilars, aquests sensors utilitzen ones de freqüència molt elevada per poder penetrar l'epidermis. Les ones de so són generades per transductors piezoelèctrics i reflecteix l'energia, que també es mesura amb materials piezoelèctrics. El principal avantatge és que la dermis presenta el mateix patró dactilar que l'epidermis, per aquest motiu es pot realitzar una imatge d'una empremta dactilar en aquesta capa de la pell, això elimina els desavantatges que presentava el sensor òptic, ja que si s'altera voluntària o involuntàriament l'empremta dactilar, es pot recuperar fixant-se en la capa de pell més profunda.

### Sensors capacitius
Els sensors capacitatius parteixen d'una matriu de sensors que actuen com a placa d'un condensador i fent que la part conductiva del dit, la dermis actuï com l'altra placa del condensador. Com tots els condensadors, és necessària una part en el mig, la part del dielèctric, en aquest cas s'utilitza com a dielèctric l'epidermis. Existeixen dos tipus de sensors capacitius, els sensors capacitius actius i els sensors capacitius passius.

#### Sensors capacitius actius
Aquest tipus de sensor utilitza un cicle de càrrega per aplicar un voltatge en la pell abans de fer la mesura, aquest voltatge carrega els condensadors. El camp elèctric que hi ha entre els dits i el sensor dona el patró de les rugositats de l'empremta dactilar. Durant el cicle de descàrrega el voltatge efectuat en la dermis es mesura respecte a un valor de referència per calcular la capacitància. Els valors es calculen matemàticament i amb aquests valors es forma una imatge de l'empremta digital. Aquest tipus de sensor actua en la dermis, d'aquesta manera no és susceptible als errors que es poden cometre a causa de l'estat de l'empremta de l'epidermis.

#### Sensors capacitatius passius
Aquest tipus de sensor es basa en dades obtingudes en la dermis. Cadascun dels sensors de la matriu s'utilitza per mesurar la capacitància en cada punt d'aquesta. La capacitància varia segons si s'està mesurant una cresta o un solc de l'empremta dactilar. La capacitància mesurada serveix per distingir si s'ha mesurat un solc o una cresta i amb aquesta informació dibuixar el patró de l'empremta dactilar.

### Sensor tèrmic
Aquest tipus de sensor es basa en la calor dispersada pel dit, aquesta calor és més gran quan es tracta d'una cresta, i més petita quan es mesura un solc. S'ha desenvolupat un dispositiu anomenat "FingerChip", cadascun dels quals està cobert amb una capa de material piroelèctric, on un canvi de temperatura es tradueix en un canvi de distribució de la càrrega a la superfície. Aquest tipus de sensor no es veu afectat per partícules en la superfície tàctil, i no és fàcil d'enganyar, ja que necessita calor i un dit amb alteracions voluntàries o involuntàries no afectarà la capacitat del sensor.

## Estàndards
Avui en dia, en un món globalitzat, el desenvolupament d'estàndards en empremtes dactilars és un element essencial en el reconeixement d'empremtes dactilars, és degut a la quantitat d'algorismes i sensors biomètrics que existeixen al mercat. La capacitat d'operar amb diferents formats és crucial per la implementació del producte, un dispositiu ha de ser capaç d'interpretar una imatge obtinguda que s'ha originat en altre dispositiu. Els estàndards se centren en l'estandardització del contingut, el significat i la representació dels formats de dades d'intercanvi d'empremtes dactilars.
Els estàndards existents actualment són els següents:
- ANSI-INCITS 381-2004, format d'intercanvi de dades basat en imatges dels dits.
- ANSI-INCITS 377-2004, format d'intercanvi de dades basat en patrons de l'empremta dactilar.
- ANSI-INCITS 378-2004, format d'intercanvi de dades basat en les minúcies de l'empremta dactilar.
- ISO-IEC 19794-2, format basat en les minúcies de l'empremta digital per intercanvi de dades.
- ISO-IEC 19794-3, format basat en els patrons de l'empremta digital per intercanvi de dades.
- ISO-IEC 19794-4, format basat en imatges dels per intercanvi de dades.

Altre estàndard és l'ANSI-NIST ITL 1-2000, és un format per l'intercanvi d'informació d'empremtes dactilars, facials, cicatrius i tatuatges de forma efectiva mitjançant línies jurisdiccionals o entre sistemes fets per diferents fabricants. Especificacions per la transmissió electrònica d'empremtes dactilars i la transmissió de biometria, són implementacions específiques dels ANSI-NIST ITL 1-2000 utilitzats per l'FBI i el DOD (departament de defensa).